# Protestantismo de linha principal

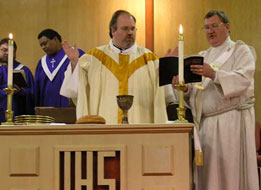
Celebração da Eucaristia em uma igreja protestante metodista

Protestantismo de linha principal (em inglês: Mainline Protestantism), também chamado protestantismo de linha antiga (Oldline Protestantism), é uma expressão usada para designar denominações protestantes históricas que se distinguem do movimento evangélico. No contexto norte-americano, os mainlines são 7 Igrejas protestantes com origem direta ou indireta na Reforma Europeia que adotam posições mais progressistas. Entretanto, eles não representam todos os protestantes clássicos.
A distinção entre mainlines e evangelicals (em português, evangélicos) surgiu nos Estados Unidos por conta da divisão entre tradições protestantes em questões sociais. De um lado estão os mainlines, com origem mais antiga, postura ecumênica, liberal, mais voltada para o trabalho social da igreja, bem como maior tolerância a ordenação de mulheres e casamento homossexual. Em oposição a estes estão os evangelicals, mais modernos, com postura mais conservadora, em favor mais de uma doutrina obediente às antigas confissões de fé do que uma grande teologia bíblica sistemática, contra o ecumenismo amplo, com maior enfase no evangelismo, contra o liberalismo teológico, ordenação feminina e casamento homossexual. 
O termo "linha principal", ou mainline, todavia, pode enganar, já que em algumas tradições protestantes os evangelicals são maiores que os mainlines. São consideradas mainlines nos Estados Unidos: Igreja Presbiteriana (EUA), Igreja Metodista Unida (EUA), Igreja Evangélica Luterana na América, A Igreja Episcopal (EUA), Igrejas Batistas Americanas EUA, Igreja Unida de Cristo e Discípulos de Cristo. Essas Igrejas são conhecidas como "As Sete Irmãs" e estão em comunhão uma com a outra. Também são considerados mainlines a Igreja Reformada na América, Igreja Episcopal Metodista Africana, Igreja Menonita EUA, Igreja da Morávia na América do Norte e entre outras. 
Já os evangelicals são: Convenção Batista do Sul, Igreja Luterana - Sínodo de Missouri, Igreja Presbiteriana na América, Igreja Anglicana na América do Norte, Igreja Cristã Reformada na América do Norte, Igreja Presbiteriana Evangélica, Assembleia de Deus EUA, Igreja Adventista do Sétimo Dia, entre outras. 
Embora constituam um grupo influente em vários países, os protestantes mainlines têm perdido influencia desde meados do século XX, em especial nos Estados Unidos, onde eram 30% da população do país em 1970, mas apenas 14% da população em 2014. Por outro lado, os evangélicos apresentam crescimento no mesmo período. O Pew Research Center estimou que em 2014, 25,4% dos estadunidenses se identificavam como evangélicos, constituindo o maior grupo religioso do país.
As igrejas do protestantismo de linha principal compartilham uma posição social semelhante, o que faz com se juntem em organizações como o Conselho Nacional de Igrejas nos Estados Unidos ou o Conselho Mundial de Igrejas a nível mundial. Devido ao seu compromisso com o movimento ecumênico, os protestantes mainlines por vezes é referido como "protestantismo ecumênico". Estas igrejas tiveram papel no movimento de libertação teológica dos anos 1960 e participam do movimento negro e do movimento feminista. Em comunhão, as Igrejas protestantes mainlines defendem uma doutrina religiosa que enfatiza a salvação pessoal através da justiça social. Seus membros têm desempenhado papéis de liderança na política, nos negócios, na ciência, nas artes e na educação. Falando sobre o contexto americano, o historiador George Marsden escreveu que nos anos 1950 "os líderes protestantes históricos eram parte do mainstream cultural liberal-moderado e seus porta-vozes eram uma parte respeitada do debate nacional".

## História

### O protestantismo histórico

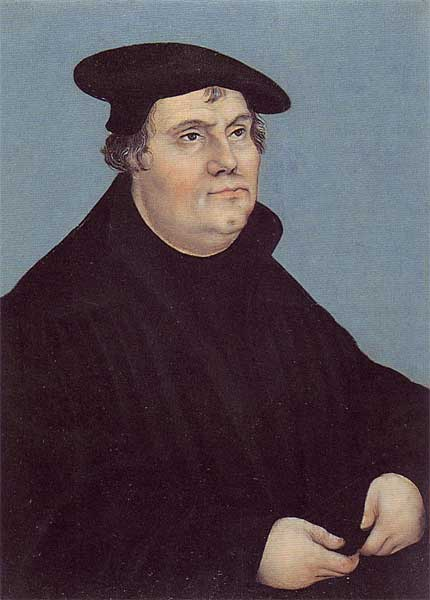
Martinho Lutero

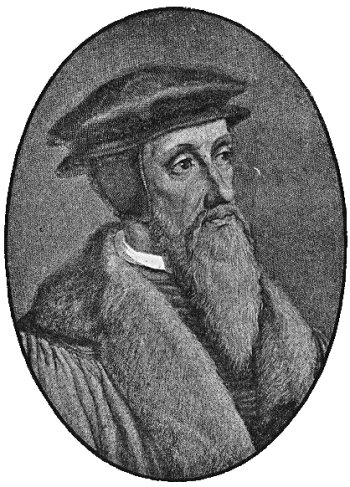
João Calvino

Embora o termo só tenha aparecido no século XX, após um racha entre fundamentalistas e modernistas, o protestantismo histórico tem suas origens na Reforma Protestante do século XVI. Os reformadores eram pessoas de vasta cultura teológica e humanista: João Calvino estudou em Sorbonne; Martinho Lutero foi monge e professor universitário da Bíblia; Ulrico Zuínglio era sacerdote e humanista. De acordo com o programa dos humanistas, eles buscaram nas fontes da antiguidade cristã as bases para uma renovação religiosa. Lendo a Bíblia e retornando aos Pais da Igreja, descobriram uma nova visão da fé e uma doutrina bíblica cristocêntrica. A Igreja da Inglaterra, por sua vez, não se deixou influenciar num primeiro momento pelo protestantismo, mas depois de sua quebra com a Igreja de Roma começou uma aproximação com os ideais reformados. Atualmente a maior parte das Igrejas da Comunhão Anglicana declaram-se reformadas.
O protestantismo histórico apresenta alguns elementos em comum, apesar de sua diversidade. A Bíblia é considerada a única fonte infalível de autoridade doutrinal e deve ser interpretada de acordo com regras históricas e linguísticas, observando-se seu significado dentro de um contexto histórico. A salvação é entendida como um dom gratuito (graça) de Deus alcançado mediante a fé. As boas obras não salvam por si só, sendo resultados da fé e não causa de salvação. O culto sempre é no idioma vernáculo, tendo como base as Escrituras Sagradas. O protestantismo histórico, conserva as crenças cristãs ortodoxas tais como a doutrina trinitária, a cristologia, o credo niceno-constantinopolitano, entre outros. Os protestantes expressam suas posições doutrinais por meio de Confissões de Fé e breves documentos apologéticos, como a Confissão de Augsburgo, a Confissão de Fé de Westminster, os Trinta e Nove Artigos da Religião, e entre outras.
O protestantismo histórico rejeita parte das doutrinas que caracterizam o catolicismo tais como: o purgatório, a supremacia papal, as orações pelos mortos, a intercessão dos santos, a Assunção de Maria, a veneração dos santos, a transubstanciação, o sacrifício propiciatório da missa, a veneração às imagens etc. O protestantismo, em maior parte, segue a doutrina agostiniana da eleição. Estabelece que a salvação ocorre somente pela graça de Deus. Para os protestantes, a autoridade da Igreja está vinculada à obediência a Palavra de Deus e não à sucessão apostólica. Assim sendo, a Igreja Cristã pode existir onde se escuta e obedece a Palavra de Deus.

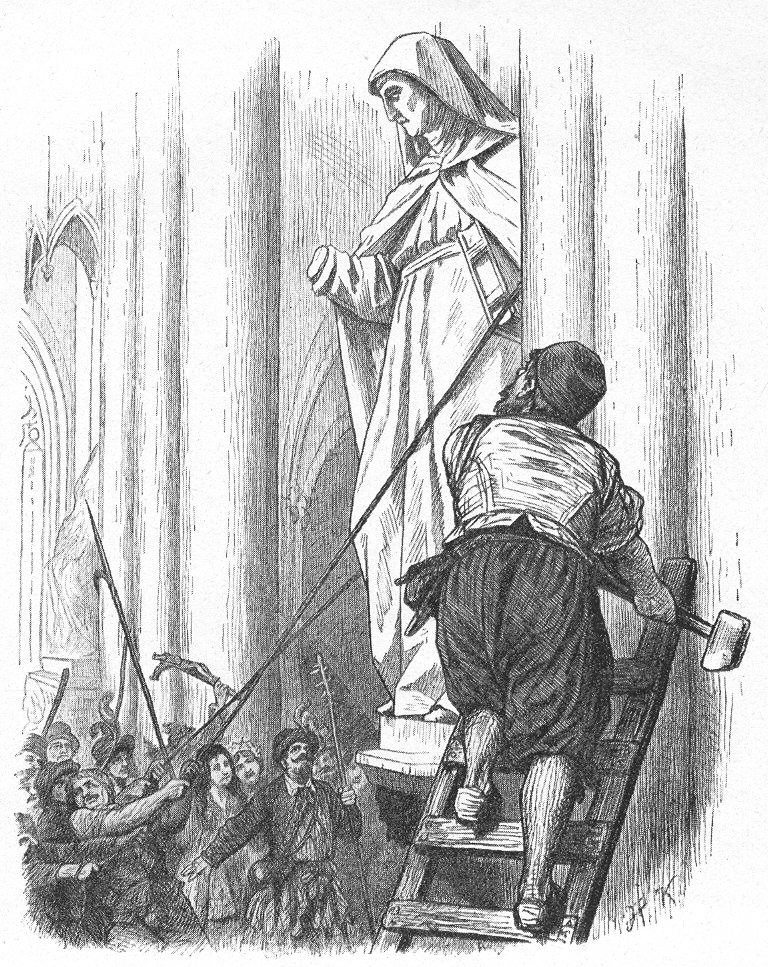
Iconoclastia protestante: o beeldenstorm durante a Reforma holandesa

O protestantismo se disseminou principalmente nos meios urbanos e através da nobreza. A difusão das ideias protestantes foi facilitada pela invenção da imprensa, que tornou possível a divulgação e a tradução da Bíblia nas línguas vernáculas. Desde então, as doutrinas cristãs passaram a necessitar do aval bíblico. A Reforma Protestante alcançou êxito em muitas áreas da Europa. Em sua forma luterana, é predominante no norte da Alemanha e em toda a Escandinávia. Na Escócia surgiu a Igreja Presbiteriana. As Igrejas Reformadas também frutificaram nos Países Baixos, na Suíça e no oriente da Hungria. Com o desenvolvimento dos impérios europeus, principalmente o Império Britânico, no século XVII o protestantismo continuou a se expandir, se tornando uma fé de escala mundial. O trabalho missionário do século XIX levou à cooperação interdenominacional e consequentemente ao movimento ecumênico do qual surgiu o Conselho Mundial de Igrejas. [carece de fontes?]  Atualmente mais de 600 milhões de pessoas professam alguma das diferentes manifestações do protestantismo e do evangelicalismo no mundo.[carece de fontes?]
Em seu início, o protestantismo assumiu três formas básicas: a luterana, a reformada (calvinista) e a anglicana. O protestantismo não possui organização centralizada, porém suas igrejas estão organizadas em igrejas nacionais e em concílios internacionais tais como a Aliança Mundial de Igrejas Reformadas e a Federação Luterana Mundial. Fora desse protestantismo, que muitos estudiosos denominam "protestantismo magisterial", surgiu outro ramo que se distinguiu tanto do catolicismo quanto das igrejas protestantes de caráter principal. Este ramo recebe o nome de Reforma Radical. O historiador George Williams distingue as seguintes correntes dentro desta reforma: espiritualista, racionalista e anabatista. Os anabatistas repudiaram o batismo infantil, constituindo-se em igrejas segregadas. Muitos defenderam a liberdade religiosa pessoal, embora outros tenham sido mais radicais.

### Pós-Reforma

Evolução histórica do protestantismo. São considerados tradicionais os movimentos que surgiram até 1800. Os demais movimentos são conhecidos como neo-protestantes ou tardios. Alguns autores também incluem o adventismo e o Movimento de Santidade nessa lista

As maiores e mais influentes denominações protestantes nas Treze Colônias eram os anglicanos (chamados de episcopalianos após a Revolução Americana) e os congregacionalistas. Mais tarde eles foram superados em tamanho e influência pelos batistas, presbiterianos e metodistas. Compartilhando uma herança comum, essas tradições formariam o que ficou conhecido com as "Sete Irmãs do Protestantismo Americano": a Igreja Presbiteriana (EUA), a Igreja Metodista Unida (EUA), a Igreja Evangélica Luterana na América, a A Igreja Episcopal (EUA), as Igrejas Batistas Americanas EUA, a Igreja Unida de Cristo e os Discípulos de Cristo. Estas são as principais Igrejas do protestantismo histórico nos Estados Unidos e no resto do mundo, graças a suas iniciativas missionárias.
Na década de 1730, um movimento conhecido como Grande Despertamento trouxe controvérsias nas igrejas protestantes. Seus partidários, chamados de evangélicos, realizavam grandes sermões públicos que davam ao ouvinte um senso de revelação profunda sobre sua necessidade de ser salvo por Jesus Cristo. Afastando-se de excessivas cerimônias, sacramentalismos e hierarquia, tornou a experiência cristã imensamente pessoal para a pessoa média ao desenvolver nela um forte senso de convicção e redenção e também ao encorajar a introspecção e um novo nível de moralidade pessoal. Este processo de tomada de consciência foi chamado de avivamento. O protestantismo logou encontrou-se dividido em dois partidos: a Nova Luz e a Antiga Luz. O lado da Antiga Luz, liderado por figuras como o ministro congregacionalista Charles Chauncy, se opunha ao movimento, enquanto o lado Nova Luz, liderado pelo ministro congregacionalista Jonathan Edwards, apoiava os avivamentos como parte importante da conversão de fé. Em 1800, os seguidores de Chauncy passaram a defender formas mais liberais de cristianismo, fundando seitas como o unitarismo, o universalismo e o transcendentalismo.

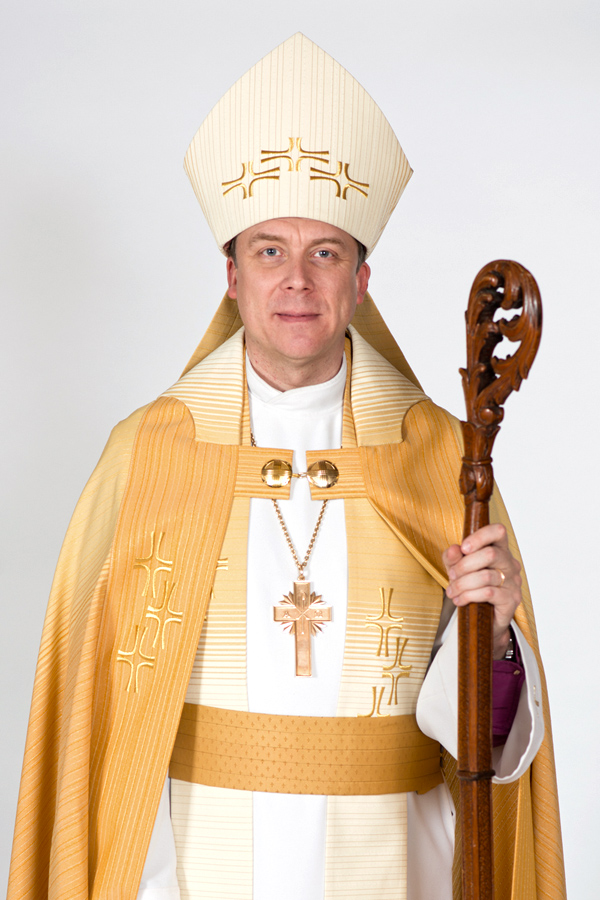
Arcebispo luterano Urmas Viilma da Estónia

O Segundo Grande Despertamento inauguraria um período de dominância dos evangélicos no protestantismo estadunidense que duraria cerca de um século. Foi descrito como uma reação contra o ceticismo, o deísmo e o racionalismo, embora não se compreenda porque tais forças se tornaram tão fortes à época para gerar avivamentos. Esse movimento trouxe milhões de pessoas para as igrejas já existentes e fez com que surgissem novas organizações. O Segundo Grande Despertamento foi um catalisador para a reforma social; a melhoria dos direitos das mulheres, a reforma das prisões, o estabelecimento de escolas públicas, a proibição do álcool e a abolição da escravidão (no Norte) foram algumas das causas promovidas pelas igrejas protestantes. Após a Guerra de Secessão, no entanto, as tensões entre evangélicos e protestantes emergiram novamente. Conforme a prática da leitura crítica da Bíblia se espalhava a partir da Alemanha, iniciou-se um conflito entre as igrejas protestantes e evangélicas. Os conservadores defendiam a inerrância dos textos bíblicos enquanto teólogos modernistas defendiam que era preciso ter uma postura crítica para melhor compreender a palavra divina.
Conforme os evangélicos do século XIX abraçavam o dispensacionalismo e se retraíam da sociedade face aos problemas causados pela industrialização, pela urbanização e pela imigração, os protestantes, sendo mais liberais, abraçavam o evangelho social, que buscava a "regeneração da sociedade" ao invés da salvação individual. Foi neste contexto que teria ocorrido o Terceiro Grande Despertamento, embora os historiadores discutem se de fato ocorreu um movimento organizado de reavivamento da fé cristã. Enquanto os outros dois despertamentos estavam focados na salvação através de avivamentos, este teria defendido a crença pós-milenar de que a segunda vinda de Cristo ocorreria após a humanidade reformar toda a Terra. Influenciado pelo pietismo luterano, causou o surgimento de novos grupos como o Movimento de Santidade, a Igreja do Nazareno e a Igrejas Livres.

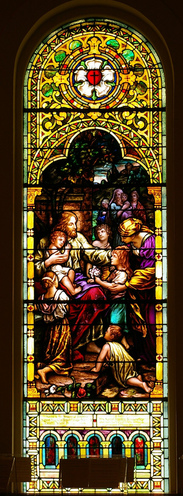
Vitral na primeira igreja Luterana de Springfield, Ohio

Em 1904, ocorreu um movimento conhecido como O Avivamento do País de Gales com grande impacto na população local. Dois anos mais tarde, na rua Azusa, em Los Angeles, surgiu o pentecostalismo. Inspirado pelos eventos ocorridos em Gales e com raízes no movimento metodista de John Wesley, o pregador afro-americano William J. Seymour liderou cultos de avivamentos acompanhados de testemunhos de curas miraculosas e glossolalia (o ato de falar em línguas). A missão, que continuou até 1915, foi criticada pela mídia secular e por teólogos cristãos, que consideravam o movimento ultrajante e pouco ortodoxo. A partir daí, sua experiência se espalhou por todo o mundo e levou à fundação da Assembleia de Deus em 1914 em Hot Springs, Arkansas. Essas manifestações alusivas a Pentecostes ocorreram nos dois primeiros avivamentos e deram luz aos movimentos pentecostais e carismático, sendo uma das maiores forças do cristianismo ocidental ainda hoje. Há quem propõe que a ascensão do pentecostalismo a partir da década de 1950, junto com o advento da teologia da prosperidade e a decadência dos mainlines, constitua um Quarto Despertamento, mas isto não é geralmente aceito pelos historiadores.
Na década seguinte, aprofundou-se a divisão entre os protestantes de linha principal e os evangélicos. Ambos disputavam pela influência das denominações históricas. A chamada controvérsia fundamentalista–modernista terminou com os evangélicos mais conservadores rompendo com as igrejas protestantes tradicionais para fundar as suas próprias congregações independentes. Sendo assim, surgiram denominações evangélicas como a Igreja Presbiteriana na América, Igreja Presbiteriana Evangélica, Convenção Batista do Sul, Igreja Anglicana na América do Norte, entre outras, a partir de cismas das igrejas protestantes mainlines.
Em países como os Estados Unidos, verifica-se um aumento no número dos evangélicos, em especial os pentecostais, e um declínio das igrejas mainlines. Até a Segunda Guerra Mundial, o protestantismo liberal estava em ascensão nos Estados Unidos e um número considerável de seminários teológicos ensinavam a partir desta perspectiva. Após a Guerra, no entanto, a tendência começou a mudar a favor do campo conservador nos seminários e na vida religiosa. Durante as décadas de 1940 e 1950, as igrejas protestantes mainlines abraçaram a teologia dialética de Karl Barth que, por sua vez, foi substituída pela teologia social – em especial a teologia da libertação de Gustavo Gutiérrez Merino – nos anos 1970.
Os evangélicos substituíram os protestantes mainlines como maior grupo religioso nos Estados Unidos. Na América Latina, tradicionalmente católica, os evangélicos também vem experimentando um crescimento expressivo no número de membros, tanto evangélicos pentecostais quanto outros. Todavia, o cenário na Europa Ocidental é bastante diverso. Lá tem ocorrido uma queda brusca no número de pessoas que se identificam como cristãs e as sociedades tornam-se cada vez mais ateístas. Vários autores têm defendido que existe uma ligação entre o aumento do secularismo e a emergência do protestantismo, atribuindo-o ao amplo respeito às liberdades individuais presente nos países de maioria protestante. Este não parece, no entanto, ser o caso dos Estados Unidos, onde o ateísmo cresce num ritmo menor do que o evangelicalismo.

## Teologia

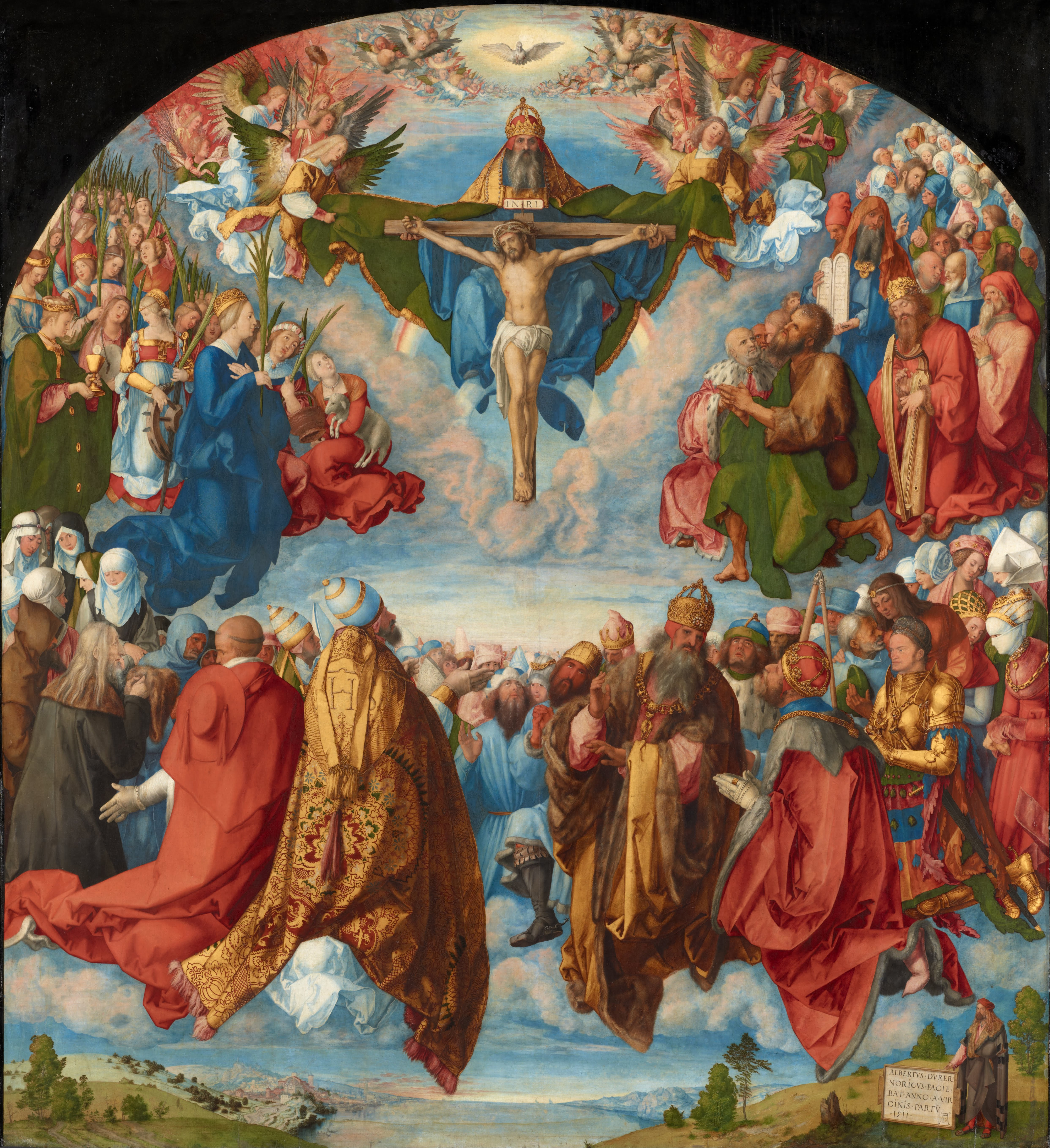
A adoração da trindade por Albrecht Dürer um pintor Luterano

As doutrinas das sete denominações do protestantismo mainline variam, mas todas incluem a justificação pela graça (Sola gratia) mediante a fé somente (Sola fide), o sacerdócio de todos os crentes, e a Bíblia como única regra infalível em matéria de fé e prática (Sola scriptura). As Igrejas protestantes de linha pricipal são trinitárias e defendem que Jesus Cristo é o Senhor e o Filho de Deus.
A partir do trabalho do teólogo luterano Ferdinand Christian Baur, as denominações protestantes mainlines defendem a leitura crítica ao invés da leitura literal da Bíblia. Elas usam uma abordagem que visa separar os escritos originais da Bíblia de erros e distorções posteriores. Essas igrejas ensinam que, embora a Bíblia seja a Palavra de Deus, ela deve ser interpretada sob a ótica da cultura em que foi escrita através da graça divina da razão. Um estudo conduzido em 2008 pelo Pew Research Center nos Estados Unidos descobriu que apenas 22% dos protestantes mainlines entrevistados achavam que a Bíblia era a Palavra de Deus e que ela deveria ser interpretada de maneira literal, palavra por palavra. Para 38%, a Bíblia é a Palavra de Deus, mas não deve ser interpretada de maneira literal e outros 28% diziam que ela não era a Palavra de Deus, mas sim uma obra de origem humana.
Nas igrejas mainlines, o texto bíblico não costuma ser interpretado no sentido de excluir as pessoas da experiência cristã. Segundo Richard Hutcheson, Jr., chefe do escritório de revisão e avaliação da Igreja Presbiteriana dos Estados Unidos, candidatos ao clérigo são mais rejeitados por fazerem uma interpretação literal da Bíblia do que por violar regras litúrgicas. Os grupos ligados ao protestantismo mainline geralmente aceitam membros de outras fés e crenças, assim como ordenam mulheres e alguns até mesmo homossexuais e transsexuais. Isto tem gerado a insatisfação de alguns fiéis, o que tem levado à criação de grupos cismáticos de tom mais conservador, como é o caso da Igreja Anglicana na América do Norte (uma dissidência da Igreja Episcopal). 

### Teologia social
As Igrejas mainlines são ativas nas questões sociais. Elas enfatizam o conceito bíblico da justiça, enfatizando a necessidade dos cristãos de lutar pelo bem comum, o que geralmente significa uma abordagem de esquerda para os problemas socioeconômicos. Quase todas essas Igrejas ordenam mulheres. Elas têm tido posições diferentes em relação à sexualidade humana, mas todas tendem a ser mais liberais do que a Igreja Católica ou as igrejas evangélicas. Politicamente, as Igrejas mainlines também são ativas. Embora não apoiem oficialmente um partido político, elas deixam claro sua posição política. Nos Estados Unidos, elas têm manifestado sua posição contrária às propostas do governo Trump..

## Demografia

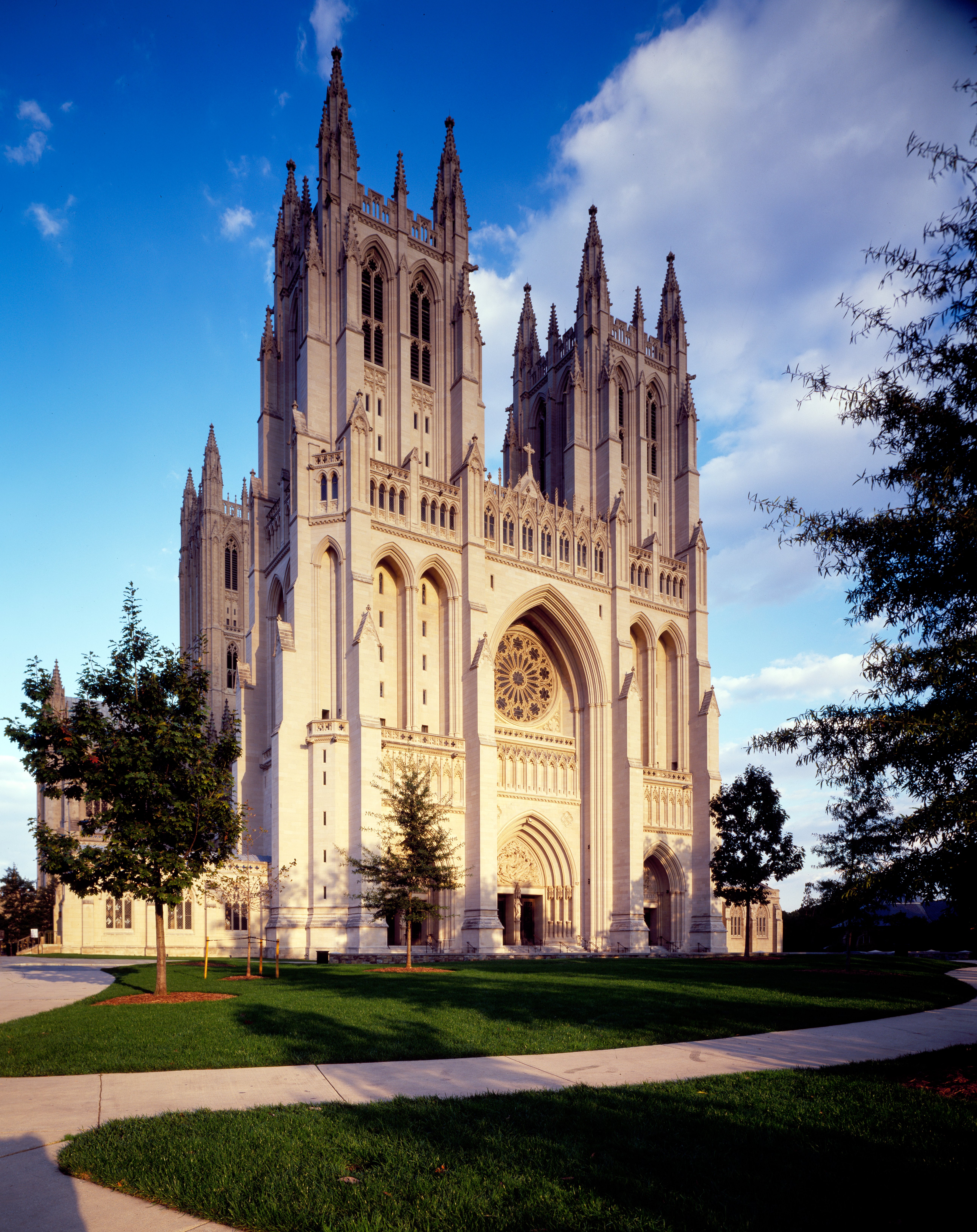
A Catedral Nacional de Washington, sede da Igreja Episcopal

Nos Estados Unidos, os protestantes mainlines correspondem a cerca de 15% da população geral segundo uma pesquisa de 2015 do Pew Research Center. Isso corresponderia a cerca de 36 milhões de pessoas. Um outro estudo, porém, conduzido pela ARDA, indica um número bem menor de fiéis: 22.568.258 ou 7,3% da população. Essa diferença nos números ocorre devido à metodologia aplicada por cada pesquisa: diferentes igrejas de uma mesma denominação podem ser consideradas tanto mainlines quanto evangélicos. Por exemplo, enquanto a Associação Nacional de Igrejas Cristãs Congregadas é considerada neo-protestante pelo Pew, a ARDA a considera como uma igreja protestante tradicional. Existe também uma controvérsia relacionada a qual grupo pertencem as igrejas historicamente negras.
Outro empecilho que impede-se de chegar ao número exato de protestantes mainlines é que, o recenseamento demográfico não pergunta sobre religião naquele país. Apesar disto, é bastante perceptível que desde meados do século passado tem ocorrido um decréscimo no número de protestantes mainlines nos Estados Unidos, com estudos corroborando que muitos fiéis dessas congregações estão migrando para denominações evangélicas e pentecostais. Estima-se que o número de protestantes mainlines caiu mais de um quarto desde 1958, quando correspondia a mais de 50 milhões de fiéis. Este número caiu para 31 milhões em 1965 e depois para 25 milhões em 1988, antes de chegar às estimativas atuais, que variam de 20 a 36 milhões de fiéis. 
Os protestantes mainlines têm o maior percentual de pessoas com ensino superior entre os grupos religiosos dos Estados Unidos. Enquanto 50% da população possui um diploma de faculdade, esse número chega a 76% entre os episcopais, a 64% entre os presbiterianos, a 56% entre os metodistas e a 53% entre os luteranos. Episcopais, presbiterianos, metodistas e luteranos também tendem a ser mais ricos do que a média da população estadunidense. A maioria deles também é branca, embora o número de não-brancos entre os protestantes mainlines tenha subido de 9% para 14% entre 2007 e 2014 segundo o Pew. Isso deve-se ao fato de que essas religiões foram trazidas ao país por imigrantes europeus, sobretudo das Ilhas Britânicas, da Alemanha e da Escandinávia, e praticadas por seus descentes.
Os protestantes mainlines eram desproporcionalmente representados nos quadros mais altos dos negócios, do sistema judiciário e da política estadunidense até pelo menos o começo da década de 1960. Eles sempre tiveram pelo menos uma cadeira na Suprema Corte dos Estados Unidos até agosto de 2010, quando o juiz John Paul Stevens se aposentou. Até 8 de abril de 2017, quando o episcopaliano Neil Gorsuch assumiu uma cadeira, não havia nenhum juiz protestante naquela corte. O surgimento da elite no país esteve intimamente ligada ao protestantismo mainline. Universidades como Harvard, Princeton e Duke foram fundadas por protestantes e famílias afluentes como os Vanderbilts, os Astors, os Rockefellers, os Du Pont, os Roosevelts, os Forbes, os Whitneys e os Morgans são protestantes históricos. Politicamente, os protestantes mainlines identificam-se um pouco mais com o Partido Republicano (30%) do que com o Partido Democrata (26%).

## Críticas
A distinção entre os protestantes mainlines e os evangélicos é tanto teológica quanto sociopolítica. Críticos teologicamente conservadores acusam as denominações mainlines de "substituir o evangelho de Cristo por ação social esquerdista" e de favorecer o "desaparecimento da teologia bíblica" na sociedade. Para o comentarista Joseph Bottum, "todas as igrejas históricas se tornaram basicamente a mesma igreja: suas histórias, suas teologias e até mesmo suas práticas foram perdidas para uma visão uniforme do progresso social". O protestantismo mainline estadunidense ensina que a Bíblia é a Palavra real de Deus e que está aberta a novas ideias e mudanças sociais. Muitas dessas igrejas estão abertas à ordenação de mulheres e pessoas transgênero, à aceitação da homossexualidade e ao matrimônio entre pessoas do mesmo sexo, o que tem atraído a oposição de grupos evangélicos conservadores.  